# Новрузов, Керим-бек Мирзабаба-бек оглы
Керим Бек (Керимбек) Новрузов, (азерб. Kərim bəy Novruzov; 1838, с. Говлар — 
после 1920) — российский военачальник, полковник, герой русско-турецкой войны 1877—1878 годов. Младший брат российского военачальника генерал-лейтенанта Мирзы Гаджи-бека Новрузова

## Начало военной карьеры
Керим Бек Мирзабаба-бек оглы Новрузов родился в 1838 году в селе Говлар Елизаветпольского уезда одноимённой губернии (ныне в Таузском районе Азербайджана). Происходил из дворян Тифлисской губернии. Обучался в Тифлисском кадетском корпусе. Военную службу начал в феврале 1853 года векилем (урядником) в Закавказском конно-мусульманском полку в Варшаве. 3 июня 1856 года за отличие по службе был произведен в прапорщики. 20 мая 1857 года в связи с расформированием Закавказского конно-мусульманского полка, уволен на родину.
С 8 января 1858 года Керим Бек Новрузов прикомандирован, а 11 июля 1859 года зачислен в 18-й драгунский Переяславский Его Императорского Высочества Наследника Цесаревича полк. 8 января 1861 года произведен в поручики. С 1858 по 1863 год принимал участие в походах и боевых действиях на Кавказе.
10 июля 1864 года произведен был в штабс-капитаны. С 18 марта 1866 года по 22 августа 1867 года был прикомандирован к Кавказскому линейному № 5 батальону. В этот период, около девяти месяцев, командовал ротой. 13 мая 1867 года произведен в капитаны.
22 августа 1867 года переведен, а 12 сентября того же года зачислен в состав 16-го драгунского Нижегородского Его Величества Короля Виртенбергского полка. За отличие по службе, 22 июля 1869 года Керим Бек был удостоен ордена Св. Станислава 3-й ст. C 15 апреля по 3 мая 1871 года временно командовал 1-м эскадроном полка. 1 января 1872 года назначен, а 26 июня 1873 года утвержден в должности командира 4-го эскадрона. 6 марта 1873 года был произведен был в майоры.
В 1874 году за отличие по службе награждён орденом Св. Анны 3-й ст. В январе 1877 года пожалован Его Высочеством Владетельным Герцогом Саксен-Альтенбургским знаком Саксен-Альтенбургского ордена Эрнестинского герцогского дома 2-й ст. 10 апреля 1877 года назначен командиром 2-го дивизиона, в состав которого входили 3-й и 4-й эскадроны.

## Русско-турецкая война
Весну 1877 года Нижегородский драгунский полк встретил на турецкой границе в районе Александрополя, где расположился походным лагерем над Арпа-чаем. Поздним вечером, 11 апреля было получено известие о начале войны. В два часа ночи 1-й дивизион нижегородцев в полной тишине двинулся к переправе и к рассвету был на другом берегу Арпа-чая. В полдень 12 апреля в Тихнис прибыла гренадёрская дивизия и вместе с ней 2-й дивизион нижегородцев под командованием майора Керим Бека Новрузова. Турки, не принимая боя, стали отходить к Карсу.
16 апреля в составе полка Керим Бек участвовал в перестрелке под Карсом у Азат-Кева, 24 апреля в занятии города Кагызмана, 26 апреля в кавалерийской рекогносцировке Карса. 13 мая Сводная кавалерийская дивизия в составе драгунского Нижегородского и двух казачьих полков с приданной им конной батареей подошли к Магараджику.
В ночь с 17 на 18 мая российская кавалерия подошла к Карс-чаю, на другом берегу которого виднелись бивуачные огни лагеря большого кавалерийского отряда, высланного противником для действий на Карском плоскогорье. Командовал этим отрядом Муса Алхасович Кундухов. С началом русско-турецкой войны он был назначен командиром кавалерийской бригады в Анатолийской армии. Силы Кундухова насчитывали до 4-х тысяч прекрасных всадников, вооруженных к тому же магазинными ружьями, которых не было в российской армии.
Командование русских войск приняло решение с ходу атаковать неприятеля. Вся кавалерия была разделена на три колонны: средняя, в состав которой вошёл Нижегородский полк, должна была атаковать неприятеля с фронта, а две другие — охватить его с флангов.
В два часа ночи кавалерия перешла Карс-чай и средняя колонна начала спускаться в лощину, ведущую к селению Бегли-Ахмет. Ночь была настолько темная, что не было видно даже соседних частей и только лагерные огни неприятеля указывали направление движения. Отряд остановился, чтобы дать время боковым колоннам обойти противника. Однако войска сбились с дороги и не смогли охватить фланги противника. Левая колонна, наткнувшись на турецкий бивуак начала отходить под ударами противника. Нижегородский полк, развернувшись в боевой порядок, продолжил движение вместе с батареей полевых орудий. Впереди по ходу движения послышался шум боя. Командующий кавалерией генерал-майор Захарий Гульбатович Чавчавадзе, полагая что там находится левая колонна, двинул на помощь 1-й дивизион нижегородцев, а батарею оставил под охраной 2-го дивизиона майора Новрузова.

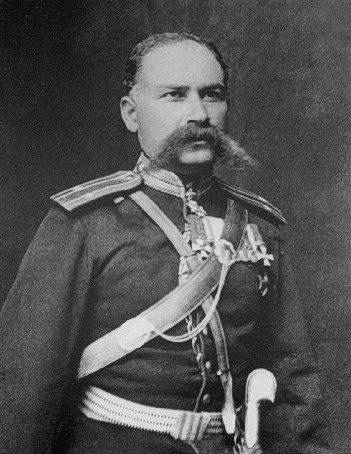
Майор Керим-бек Новрузов

Однако 1-й дивизион противника не обнаружил. В это время к дивизиону подошла батарея без какого-либо прикрытия. С батареей прибыл и командир полка полковник Кельнер Александр Александрович, от которого стало известно, что 2-й дивизион майора Новрузова пошёл в атаку, и где он теперь — неизвестно. О правой колонне также не было сведений.
В кромешной тьме 3-й эскадрон майора Александра Витте наскочил на противника и ввязался в бой. 4-й же эскадрон капитана Инала Кусова, оставленный при батарее, продолжал движение вперед и вместе с ней поднялся на крутую каменистую возвышенность, откуда за рядом холмов чуть видны были догоравшие костры лагеря противника. Было принято решение, оставив батарею, двигаться вперед.

Из воспоминаний полковника Кельнера: 
Никаких определенных приказаний — что именно атаковать, дать эскадрону было невозможно. Неприятель был и слева, и справа, стало быть, он был и впереди нас, — вот все, что я мог сказать, передавая приказание командиру 2-го дивизиона майору Наврузову, но как Наврузов, так и командир 4-го эскадрона капитан Кусов — горец по происхождению, были офицеры достойные, на инициативу которых вполне можно было положиться. Эскадрон тронулся рысью, но мы могли следить за его атакою только по конскому топоту, так как самого эскадрона, затонувшего во мраке, совсем не было видно. Через несколько минут до нас донесся страшный залп, потом дружное «ура!» и, вслед за тем несколько пушечных выстрелов
Наступил главный момент сражения под Бегли-Ахметом. Попав под огонь неприятеля, эскадрон, в боевой линии которого находился командир дивизиона Керим Бек Новрузов, ринулся с места и врезался в огромную конную массу. Началась жестокая рубка. Через несколько минут противник уже мчался назад, а драгуны, преследуя и рубя бегущих, внезапно налетели на главные силы Кундухова, смяли их и обратили в бегство. Сам Кундухов, сидевший на превосходной лошади, едва ускакал.
После этого противник начал беспорядочное отступление. Бой был закончен и 2-й дивизион во главе с майором Керимбеком Новрузовым присоединился к полку. Трофеями 4-го эскадрона были два горных орудия, четыре зарядных ящика и два знамени, одно из которых принадлежало самому Кундухову. На другой день после сражения Кундухов прислал сказать во 2-й дивизион, что ему весьма прискорбно быть разбитым нижегородцами, своими учениками, которых он водил когда-то к победам.
Лихое ночное Бегли-Ахметское дело является одною из славнейших боевых страниц нашей славной кавказской конницы и служит своего рода классическим примером
После бегли-ахметского сражения Керимбек в составе полка участвовал в блокаде Карса, в сражении под Зивином, в кавалерийских стычках у Визинкева, горы Большая Ягна, у сел. Буллах. В сентябре участвовал в сражении на Аладжинских высотах и у гор Большая и Малая Ягна и на позиции Девебойну, в штурме и взятии Карса и города Хныс-Кала, установлении блокады Эрзерума.
31 июля 1877 года за победу в ночном кавалерийском бою под селением Бегли-Ахмет командир 2-го дивизиона 16-го драгунского Нижегородского полка майор Керим Бек Новрузов был удостоен ордена Св. Георгия Победоносца 4-й ст.
Из наградного представления: 
В деле ночью с 17 на 18 мая под сел. Бегли-Ахмет, майор Наврузов заметив главные силы неприятеля, собранными против нашего правого фланга, несмотря на сильный артиллерийский и ружейный огонь, бросился с вверенным ему 2-м дивизионом на главное скопище, окружавшее Мусса-Пашу-Кундухова, смял, опрокинул и преследовал его, чем окончательно утвердил победу за нами. Во время этой атаки были отняты у неприятеля 2 орудия и значок Мусса-Паши-Кундухова.
За это же отличие Его Величеством Королём Вюртенбергским 12 августа был пожалован Кавалерским крестом ордена «За военные заслуги». 1 декабря 1877 года Керим Бек был назначен командующим 1-м дивизионом. 15 декабря был назначен председателем полкового суда. За отличие 3 октября 1877 года в сражении на Аладжинских высотах был награждён Золотой шашкой с надписью «За храбрость».
После подписания Сан-Стефанского мирного договора Нижегородский полк в апреле 1878 года вернулся в Александрополь. В апреле-мае 1878 года Керим Бек Новрузов временно командовал полком. 28 октября 1878 года был произведен в подполковники.
В ноябре наступил георгиевский праздник. В столицу, были вызваны все георгиевские кавалеры, участники последней войны. От Нижегородского полка в Санкт-Петербург отправилось шесть человек и в том числе подполковник Керим Бек Новрузов.
26 ноября, после большого выхода в Зимнем дворце, Александр II со всеми офицерами присутствовал на обеде нижних чинов в Михайловском манеже, а на другой день все офицеры были приглашены на обед к царю. День этот совпал с полковым праздником нижегородских драгун и потому император и великий князь Михаил Николаевич были в мундирах Нижегородского полка. Во время обеда Александр II поднялся с места и, подозвав к себе великого князя вместе со всеми присутствовавшими здесь нижегородцами, провозгласил тост за здоровье полка и с каждым чокнулся бокалом.
Было объявлено, что полку пожалованы на его старые георгиевские штандарты ещё вторые широкие ленты того же ордена, но уже 1-й степени. Награда по тем временам была неслыханная. Достаточно сказать, что такие ленты носили во всей России только три человека: сам Александр II и два генерал-фельдмаршала — великие князья Николай Николаевич и Михаил Николаевич.
2-й дивизион подполковника Новрузова получил на георгиевский штандарт ленту с надписью «За дела при Бегли-Ахмете 18-го мая и на Орлокских высотах 2-го октября 1877 года».
28 августа 1879 года за отлично-усердную службу и особые труды, понесенные во время военных действий Саганлугского отряда и при блокаде Эрзерума зимой 1877—1878 г., Керим Бек был награждён орденом Св. Станислава 2-й ст. с мечами.
23 января 1880 года Керимбек Новрузов был утвержден в должности командира 1-го дивизиона. В августе-сентябре того же года временно заведовал хозяйством полка. За выслугу двадцати пяти лет в офицерских чинах 22 сентября награждён орденом Св. Владимира 4-й ст. с бантом.

## Последующая карьера
После войны 1877—1878 гг. Нижегородский полк третью зиму проводил в урочище Джелал-оглы. 1 февраля 1881 года офицеры полка давали прощальный обед одному из своих георгиевских кавалеров подполковнику Керим Беку Новрузову, выбывавшему из полка на должность инспектора земской стражи Елизаветпольской губернии. В этой должности он был утвержден 8 марта 1881 года с зачислением по армейской кавалерии. В декабре 1883 года Керимбек был назначен на должность инспектора земской стражи Эриванской губернии.
4 мая 1886 года Керим Бек Новрузов подал прошение об отставке по состоянию здоровья. Жительство после увольнения собирался иметь в Елизаветполе. Из приказа по Кавказскому военному округу от 10 января 1887 года:
По Высочайшему Его Императорского, Величества приказу, отданному в Гатчине декабря 24-го
По кавалерии производится: инспектор земской стражи Эриванской губернии, числящийся по армейской кавалерии подполковник Керимбек Новрузов —, в полковники, с увольнением от службы, с мундиром и с пенсией полного оклада.
17 сентября 1914 года старейший из здравствующих кавалеров ордена Святого Георгия 4-й степени полковник Керим Бек Новрузов был назначен командиром Роты дворцовых гренадер.

## Семья
Керим Бек Новрузов был женат на Хойранис-Ханум, дочери бывшего командира (1850—1852) Лейб-гвардии команды мусульман Собственного Его Императорского Величества Конвоя подполковника Мехти Бека Везирова.
Имел двух дочерей: Мегри-Ханум (12.04.1881-?) и Фатима-Ханум (4.09.1883-?)